# Haïm Houri
Haïm Houri (hébreu : חיים חורי), né en 1885 à Djerba en Tunisie et mort en 1957 à Beer-Sheva en Israël, est un rabbin tunisien du XXe siècle.

## Biographie
Né sur l'île de Djerba, il est fils unique. Dans sa jeunesse, il y étudie, auprès des rabbins Moché Mazouz et Fradji Allouche (he), s'illustrant par sa science et ses talents d'orateur. À l'âge de 18 ans, il devient rabbin. Nommé comme officiant dans la communauté de Gabès, dans le sud de la Tunisie, il se distingue comme juge au tribunal rabbinique. En 1926, il devient grand rabbin de Gabès, en remplacement du rabbin précédent, et préside donc le tribunal.
Auteur de nombreux ouvrages de halakha, Houri fonde la yechiva Torah ve Hayyim. Toute sa vie, il s'occupe d'enseignement, de charité, d'édition et de diffusion de livres. À partir de 1917, il s'implique dans l'organisation Atarat Tsion, organisme qui enseigne l'hébreu et les travaux agricoles en préparation de l'alya en Israël.

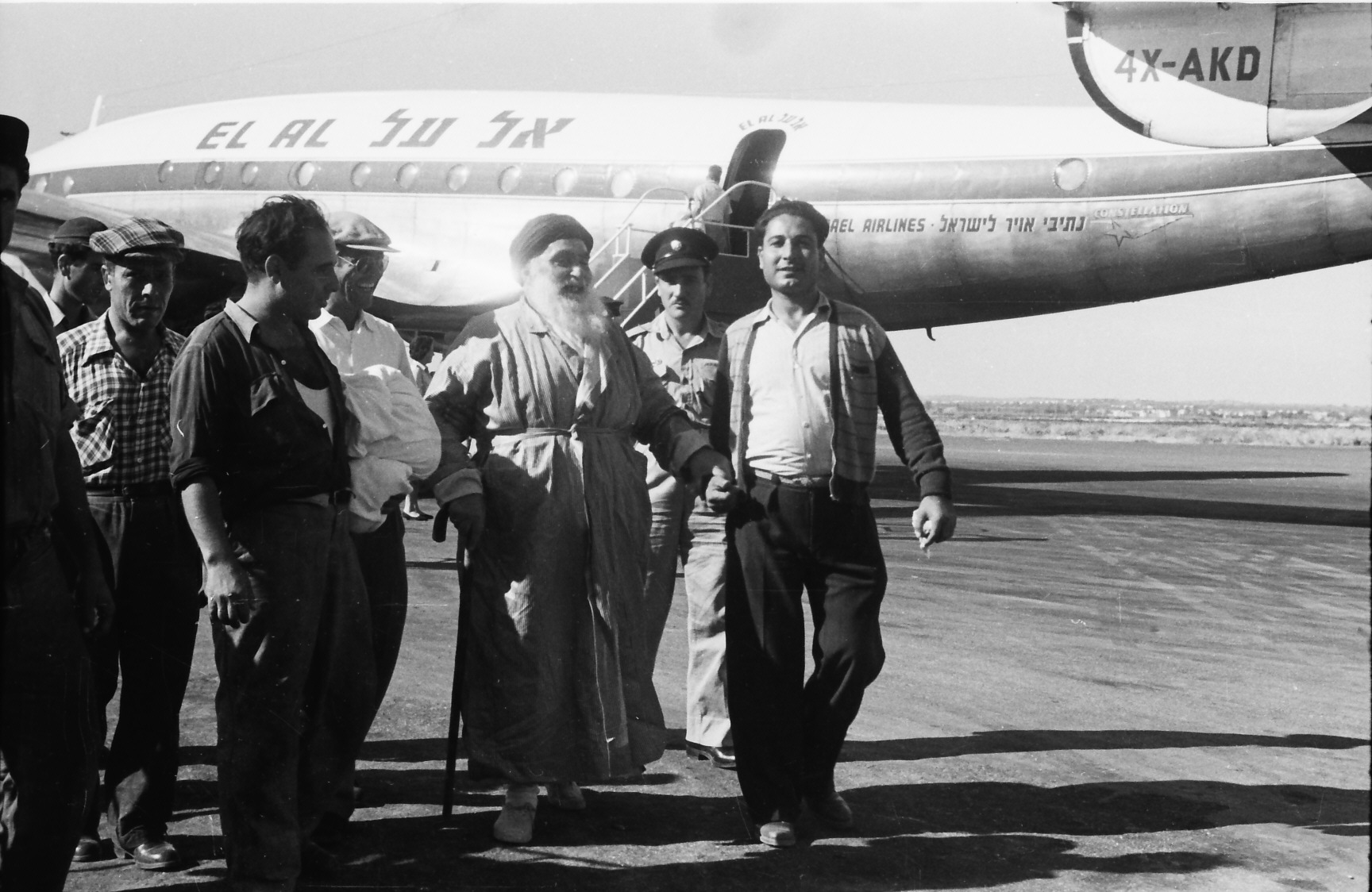
Arrivée du rabbin Houri en Israël.

Il effectue son alya en Israël en 1955, à l'âge de 70 ans, et s'installe à Beer-Sheva où vivent nombre de Juifs originaires de Tunisie. Il y réside jusqu'à sa mort en 1957.

## Héritage
Haïm Houri s'est marié deux fois. De son premier mariage, il a deux filles et de son second mariage sont nés sept fils et quatre filles, parmi lesquels plusieurs meurent en bas âge. Son fils Yinon devient l'un des rabbins de la yechiva Kisse Rahamim.
Un pèlerinage, connu sous le nom de Hiloula du Néguev, est organisé sur sa tombe le 25 Iyar, attirant les Juifs originaires du Sud tunisien.

## Publications
Haïm Houri a publié plusieurs livres en hébreu :
- Derekh Haïm (lire en ligne)
- Hessed veEmet (lire en ligne)
- Niflaot Guedolot (lire en ligne)